# Thijs Lambrix
Thijs Lambrix (Reims, 27 juli 2001) is een Belgisch voetballer die sinds 2022 uitkomt voor MVV Maastricht.

## Clubcarrière
Lambrix genoot zijn jeugdopleiding bij FC Vliermaal, KRC Genk, Standard Luik, RSC Anderlecht en Lommel SK. In juni 2022 ondertekende hij een contract van één seizoen bij de Nederlandse eerstedivisionist MVV Maastricht. Daar was hij in het seizoen 2022/23 de doublure van zijn landgenoot Romain Matthys. Na afloop van het seizoen verlengde de club zijn contract tot 2024.
Op 2 oktober 2023 maakte Lambrix zijn profdebuut in het shirt van MVV: de 22-jarige doelman viel in de competitiewedstrijd tegen FC Eindhoven na een kwartier in door de rode kaart van Matthys. Vier dagen later stond hij door de schorsing van Matthys ook in doel in de 2-3-zege tegen Jong PSV.

## Clubstatistieken
| Seizoen         | Club            | Land               | Competitie              | Competitie | Competitie | Beker | Beker | Supercup | Supercup | Europees | Europees | Totaal | Totaal |
| Seizoen         | Club            | Land               | Competitie              | Wed.       | Dlp.       | Wed.  | Dlp.  | Wed.     | Dlp.     | Wed.     | Dlp.     | Wed.   | Dlp.   |
| --------------- | --------------- | ------------------ | ----------------------- | ---------- | ---------- | ----- | ----- | -------- | -------- | -------- | -------- | ------ | ------ |
| 2022/23         | MVV Maastricht  | Vlag van Nederland | Keuken Kampioen Divisie | 0          | 0          | 0     | 0     | —        | —        | —        | —        | 0      | 0      |
| 2023/24         | MVV Maastricht  | Vlag van Nederland | Keuken Kampioen Divisie | 2          | 0          | 1     | 0     | —        | —        | —        | —        | 3      | 0      |
| Carrière totaal | Carrière totaal | Carrière totaal    | Carrière totaal         | 2          | 0          | 1     | 0     | 0        | 0        | 0        | 0        | 3      | 0      |

Bijgewerkt op 24 april 2025.